# Mecsek Rallye 2011
Die Canon 45. Mecsek Rallye 2011 war der achte Lauf der Intercontinental Rally Challenge 2011. Die Rallye wurde vom 9. bis 11. September 2011 im Mecsekgebirge in Ungarn ausgetragen.

## Hintergrund
Die Mecsek Rallye stand 2011 zum ersten Mal im Kalender der IRC. Das Fahrerlager befand sich in Pécs am Fuße der Mecsek-Berge. In der Altstadt von Pécs wurde die Rallye am 9. September eröffnet und der Shakedown ausgetragen. An den folgenden beiden Tagen fand der eigentliche Wettkampf statt. Auf dem Programm standen 14 Wertungsprüfungen über 251,86 Kilometer. Nach der Absage einer Prüfung wurden schließlich 237,84 gewertete Kilometer zurückgelegt.
Gefahren wurde auf asphaltierten Straßen, die ein ungewöhnlich hohes Tempo erlaubten. Auf keiner Wertungsprüfung befand sich die Durchschnittsgeschwindigkeit des Schnellsten unter 105 km/h. Maximal wurden sogar knapp 130 km/h erreicht. In dieser Hinsicht lag die Mecsek Rallye etwa auf einem Level mit der Rallye Finnland, der schnellsten Rallye im Kalender der Rallye-Weltmeisterschaft.
Für Juho Hänninen, den Führenden der Meisterschaft vor der Rallye, hatte sein Arbeitgeber Škoda keinen Einsatz bei der Mecsek Rallye geplant. Die restlichen Spitzenpiloten der IRC waren hingegen alle am Start vertreten. Škoda Deutschland setzte erneut seine beiden Škoda Fabia S2000 für die Piloten Matthias Kahle und Mark Wallenwein ein. Zudem verschaffte Red Bull Škoda Hermann Gassner junior seinen ersten Einsatz in der IRC. Auch Felix Herbold nahm als vierter Deutscher in seinem Ford Fiesta S2000 an der Rallye teil. Aus Österreich reiste der dortige Meisterschaftsführende Beppo Harrach mit seinem Mitsubishi Lancer Evolution IX an. In der Wertung der IRC starteten insgesamt 47 Teams zur Rallye, von denen letztendlich 31 das Ziel erreichten.

## Verlauf
Zu Beginn der Rallye legte Škoda-UK-Pilot Andreas Mikkelsen ein hohes Tempo vor und setzte sich sofort an die Spitze der Gesamtwertung. Er baute sein Polster auf den zunächst zweitplatzierten Thierry Neuville im Peugeot 207 S2000 allmählich auf über 14 Sekunden aus. Ab der dritten Wertungsprüfung erhöhte Škoda-Werkspilot Jan Kopecký den Druck. Er erzielte nun einige Bestzeiten und hatte sich nach der fünften Prüfung bereits auf die zweite Stelle in der Gesamtwertung vorgeschoben. Auf WP5 mussten die bisher ebenfalls gut positionierten Guy Wilks und Lokalmatador Frigyes Turán die Segel streichen. Während an Wilks Peugeot ein Wasserleck einen Motorschaden ausgelöst hatte, fiel Turán wegen eines Unfalls aus. Nach sieben Wertungsprüfungen war der erste Tag bereits abgeschlossen, denn WP8 musste aus Sicherheitsgründen abgesagt werden. Bis zum Ende des ersten Tages hatte Kopecký seinen Rückstand auf Mikkelsen von zeitweilig 16,5 Sekunden bis auf 8,7 Sekunden reduziert. Auf Platz drei folgte Neuville, der bereits etwas den Anschluss verloren hatte und nun 21,4 Sekunden hinter der Spitze lag.
Am Vormittag des zweiten Tages griff Andreas Mikkelsen nochmals an und setzte sich weiter von Kopecký ab. Er ging anschließend dazu über, seinen komfortablen Vorsprung zu verwalten, und sah bereits wie der sichere Sieger aus. Doch auf WP13 verlor der junge Norweger in einer rutschigen Kurve die Kontrolle über seinen Škoda und schlug in einen Baum ein, was für ihn das Ende der Rallye bedeutete. Neuer Führender war nun Jan Kopecký. Auf Platz zwei folgte nun Thierry Neuville, der ab WP11 ununterbrochen Bestzeiten setzte und versuchte, Kopecký noch abzufangen. Trotz 8,1 Sekunden Rückstand vor der letzten Wertungsprüfung kam Neuville schließlich noch bis auf 0,8 Sekunden an Kopecký heran. Dies war der bis zu diesem Zeitpunkt knappste Zieleinlauf in der Geschichte der IRC. Mit seinem zweiten Sieg in Folge übernahm Kopecký die Führung in der Meisterschaft. Dritter wurde Freddy Loix mit einer Minute Rückstand auf den Sieger. Eine gute Rallye fuhr auch Hermann Gassner junior, der das Ziel auf Platz fünf erreichte. Beppo Harrach wurde Zehnter und sicherte sich somit noch knapp den letzten Punkt. Während für Mark Wallenwein Platz 14 zu Buche stand, beendete Matthias Kahle die Rallye auf Rang 19 in der Wertung der IRC. Felix Herbold, der zuletzt an 13. Stelle lag, fiel noch auf der letzten Wertungsprüfung mit einer defekten Lichtmaschine aus.

## Ergebnisse

### Gesamtwertung
| Pos. | Fahrer                 | Beifahrer             | Fahrzeug                       | Gesamtzeit | Rückstand | Punkte |
| ---- | ---------------------- | --------------------- | ------------------------------ | ---------- | --------- | ------ |
| 1    | Jan Kopecký            | Petr Starý            | Škoda Fabia S2000              | 2:00:06,7  |           | 25     |
| 2    | Thierry Neuville       | Nicolas Gilsoul       | Peugeot 207 S2000              | 2:00:07,5  | 0,8       | 18     |
| 3    | Freddy Loix            | Frédéric Miclotte     | Škoda Fabia S2000              | 2:01:06,7  | 1:00,0    | 15     |
| 4    | Bryan Bouffier         | Xavier Panseri        | Peugeot 207 S2000              | 2:01:42,3  | 1:35,6    | 12     |
| 5    | Hermann Gassner junior | Timo Gottschalk       | Škoda Fabia S2000              | 2:02:39,2  | 2:32,5    | 10     |
| 6    | György Aschenbrenner   | Zsuzsa Pikó           | Mitsubishi Lancer Evolution IX | 2:02:44,9  | 2:38,2    | 8      |
| 7    | Toni Gardemeister      | Tapio Suominen        | Škoda Fabia S2000              | 2:03:12,3  | 3:05,6    | 6      |
| 8    | Róbert Bútor           | Igor Bacigál          | Peugeot 207 S2000              | 2:03:23,5  | 3:16,8    | 4      |
| 9    | Bruno Magalhães        | Paulo Grave           | Peugeot 207 S2000              | 2:03:58,4  | 3:51,7    | 2      |
| 10   | Beppo Harrach          | Andreas Schindlbacher | Mitsubishi Lancer Evolution IX | 2:04:20,7  | 4:14,0    | 1      |

### Wertungsprüfungen
| Tag                   | WP   | Uhrzeit | Name           | Länge    | Sieger                        | Zeit                     | Ø-Tempo                  | Gesamtführender   |
| --------------------- | ---- | ------- | -------------- | -------- | ----------------------------- | ------------------------ | ------------------------ | ----------------- |
| Tag 1 (10. September) | SS1  | 9:08    | Hetvehely 1    | 18,21 km | Andreas Mikkelsen             | 8:50,2                   | 123,64 km/h              | Andreas Mikkelsen |
| Tag 1 (10. September) | SS2  | 10:06   | Orfű 1         | 28,00 km | Andreas Mikkelsen             | 14:16,4                  | 117,70 km/h              | Andreas Mikkelsen |
| Tag 1 (10. September) | SS3  | 12:34   | Pécsvárad 1    | 12,00 km | Jan Kopecký                   | 6:46,0                   | 106,40 km/h              | Andreas Mikkelsen |
| Tag 1 (10. September) | SS4  | 13:37   | Alsómocsolád 1 | 14,02 km | Andreas Mikkelsen             | 6:53,2                   | 122,15 km/h              | Andreas Mikkelsen |
| Tag 1 (10. September) | SS5  | 16:10   | Hetvehely 2    | 18,21 km | Jan Kopecký                   | 8:47,6                   | 124,25 km/h              | Andreas Mikkelsen |
| Tag 1 (10. September) | SS6  | 17:08   | Orfű 2         | 28,00 km | Jan Kopecký                   | 14:10,5                  | 118,52 km/h              | Andreas Mikkelsen |
| Tag 1 (10. September) | SS7  | 19:36   | Pécsvárad 2    | 12,00 km | Jan Kopecký                   | 6:49,1                   | 105,60 km/h              | Andreas Mikkelsen |
| Tag 1 (10. September) | SS8  | 20:39   | Alsómocsolád 2 | 14,02 km | Wertungsprüfung abgesagt      | Wertungsprüfung abgesagt | Wertungsprüfung abgesagt | Andreas Mikkelsen |
| Tag 2 (11. September) | SS9  | 9:08    | Zobák 1        | 12,00 km | Andreas Mikkelsen             | 6:51,2                   | 105,06 km/h              | Andreas Mikkelsen |
| Tag 2 (11. September) | SS10 | 9:51    | Árpádtető 1    | 24,00 km | Jan Kopecký Andreas Mikkelsen | 11:09,8                  | 128,99 km/h              | Andreas Mikkelsen |
| Tag 2 (11. September) | SS11 | 10:44   | Nyárásvölgy 1  | 17,70 km | Thierry Neuville              | 8:29,9                   | 124,97 km/h              | Andreas Mikkelsen |
| Tag 2 (11. September) | SS12 | 13:17   | Zobák 2        | 12,00 km | Thierry Neuville              | 6:48,4                   | 105,78 km/h              | Andreas Mikkelsen |
| Tag 2 (11. September) | SS13 | 14:00   | Árpádtető 2    | 24,00 km | Thierry Neuville              | 11:06,4                  | 129,65 km/h              | Jan Kopecký       |
| Tag 2 (11. September) | SS14 | 14:53   | Nyárásvölgy 2  | 17,70 km | Thierry Neuville              | 8:26,4                   | 125,83 km/h              | Jan Kopecký       |